# Alice Arm
De Alice Arm is de oostelijke arm van de Observatory Inlet in het westen van Brits-Columbia in Canada.

## Geografie
De Observatory Inlet heeft twee armen, de noordwestelijke Hastings Arm en de oostelijke Alice Arm. De Alice Arm is ongeveer 25 kilometer lang en heeft een scherpe afbuiging, loopt ongeveer in een noordoost-zuidwest-as. Ze wordt gevoed door de Kitsault River.
Het waterlichaam ligt in de mariene ecoregio Noord-Amerikaans Pacifisch Fjordland.

## Geschiedenis
Het waterlichaam is onderdeel van het traditionele grondgebied en de hulpbronnen van de Nisga'a. De naam in het Nisga'a is K'alii Ts'im Gits'oohl (letterlijk "binnen, een heel eind achter").
De Engelse naam werd in 1868 verleend door kapitein Daniel Pender ter ere van Alice Mary Tomlinson, de tweede dochter van Richard Woods, griffier van het Hooggerechtshof van Brits-Columbia en echtgenote van de eerwaarde Robert Tomlinson die verantwoordelijk was voor de Anglicaanse missie in Kincolith (Ging̱olx), nabij de monding van de Nass. In hetzelfde gebied werd Alice Rock ook vernoemd naar mevrouw Tomlinson, die met haar man direct na hun trouwdag in 1868 in een Haida-kano een reis van vierentwintig dagen naar Kincolith maakte. Alice Woods en Robert Tomlinson trouwden in april 1868 in Victoria.